# Johan Ickx
Johan Ickx (* 1962) ist ein belgischer Historiker und Archivar. Er ist Direktor des historischen Archivs der Abteilung für die Beziehungen zu den Staaten des Staatssekretariats des Heiligen Stuhls. Er hat Forschungsarbeiten zu zahlreichen Themen veröffentlicht, die sich auf die Geschichte der römisch-katholischen Kirche vom Mittelalter bis zum 19. und 20. Jahrhundert beziehen. 

## Leben
Johan Ickx studierte Religionswissenschaften, Theologie und Philosophie an der Katholischen Universität Leuven und promovierte in Kirchengeschichte an der Päpstlichen Universität Gregoriana. Er arbeitete als wissenschaftlicher Mitarbeiter bei der Zeitschrift Archivum Historiae Pontificiae, als Mitarbeiter der Kongregation für die Glaubenslehre und als Archivar des Tribunals der Apostolischen Pönitentiarie.
Am 26. Juni 2008 wurde er für eine Amtszeit von fünf Jahren zum Konsultor der Kongregation für die Selig- und Heiligsprechungsprozesse ernannt. Die Amtszeit wurde am 19. Dezember 2013 verlängert.
Er ist Autor einer 2018 erschienenen Studie über die Einschätzung des Heiligen Stuhls zur deutschen Taktik im besetzten Belgien während des Ersten Weltkriegs (La Guerre et le Vatican 2018). Er argumentierte, dass Eugenio Pacelli, der spätere Papst Pius XII, der seit 1914 die humanitären Aufgaben des Vatikans leitete, eine Schlüsselrolle dabei hatte, den Vatikan dazu zu bringen, die deutsche Propaganda abzulehnen und anzuerkennen, dass Deutschland versuche, die Bevölkerung Belgiens zu terrorisieren (siehe auch Rape of Belgium).
Im April 2018 erhielt Ickx den Romulus-Preis der Vereniging van en voor Romeliefhebbers (S.P.Q.B.) in Leuven.
Seit dem 11. Oktober 2024 ist Ickx Vizedirektor des Römischen Instituts der Görres-Gesellschaft.

## Schriften (Auswahl)
- 2020: Le Bureau. Les Juifs de Pie XII, Melsele : Editions VdH / Neuilly-sur-Seine : Michel Lafon, ISBN 978-2-7499-3747-2.[3]
- 2018: Diplomazia segreta in Vaticano (1914–1915). Eugenio Pacelli e la resistenza alleata a Roma. Siena: Cantagalli.
  - 2018: La guerre et le Vatican. Les secrets de la diplomatie du Saint-Siège (1914–1915). Paris: Éditions du Cerf.
- 2018: "L'Ostpolitik di Pio XII. Il "modus vivendi" proposto a Mosca 1946–1947. Il caso di padre Alessandro Töhötöm Nagy S.J.". In: Emilia Hrabovec, Giuliano Brugnotto, Peter Jurčaga (Hrsg.): Chiesa del silenzio e diplomazia pontificia 1945–1965 / Umlčaná Cirkev a pápežská diplomacia 1945–1965. Vatican City: Libreria Editrice Vaticana. S. 155–179.
- 2018: Nem, nem, soha! – Io non faccio della politica... La partenza del nunzio apostolico mons. Lorenzo Schioppa da Budapest. In: Andreas Gottsmann, Pierantonio Piatti, Andreas E. Rehberg (Hrsg.). Incorrupta monumenta Ecclesiam defendunt. Studi offerti a mons. Sergio Pagano, prefetto dell'Archivio Segreto Vaticano. Vatikan: Vatikanisches Apostolisches Archiv S. 291–310.
- 2018: The Holy See and Refugees (1933–1945). In: Steven T. Katz, Juliane Wetzel (Hrsg.). Refugee Policies from 1933 until Today: Challenges and Responsibilities.Metropol - International Holocaust Remembrance Alliance, Berlin, S. 63–95.
- 2011: Campo Santo Teutonico und Santa Maria dell'Anima als Drehscheiben der Geheimdiplomatie im Umfeld der Papstwahl von 1903". In: Nicolaus U. Buhlmann, Peter Styra (Hrsg.). Signum in bonum. Festschrift für Wilhelm Imkamp zum 60. Geburtstag. Regensburg: Verlag Friedrich Pustet. S. 347–373.
- 2007: "The Roman "non possumus" and the Attitude of Bishop Alois Hudal towards the National Socialist Ideological Aberrations." In: Lieve Gevers, Jan Bank (Hrsg.): Religion under Siege. The Roman Catholic Church in Occupied Europe (1939–1950). Bd. 1. Louvain: Peeters. S. 315ff.
- 2005: La Santa Sede tra Lamennais e san Tommaso d'Aquino. La condanna di Gerard Casimir Ubaghs e della dottrina dell'Università Cattolica di Lovanio (1834–1870).
- 1994: De alumni van het Belgisch Pauselijk College te Rome 1844-1994.  Pontificio Collegio Belga, Rom 1994.